# Андреевка (Софиевский район)
Андре́евка (укр. Андрієвка) — село,
Першетравненский сельский совет,
Софиевский район,
Днепропетровская область,
Украина.
Код КОАТУУ — 1225287702. Население по переписи 2001 года составляло 237 человек .

## Географическое положение
Село Андреевка находится на левом берегу Макортовского водохранилища (река Саксагань), выше по течению на расстоянии в 3 км расположено село Новая Заря, ниже по течению на расстоянии в 3,5 км расположено село Марье-Константиновка.